# Ếch xanh morafka
Ếch xanh morafka (Odorrana morafkai) là một loài ếch trong họ Ranidae. Nó là một loài động vật đặc hữu của Việt Nam.
Các môi trường sống tự nhiên của chúng là các khu rừng ẩm ướt đất thấp nhiệt đới hoặc cận nhiệt đới và sông. Thiếu dữ liệu về bảo tồn.
Loài này thay đổi màu từ xanh lá cây vào ban ngày sang màu nâu ban đêm.